# Saksofon barytonowy
Saksofon barytonowy, zaklasyfikowany do instrumentów dętych drewnianych, (aerofonów piszczałkowych) często zwany (głównie w krajach anglojęzycznych) „bari sax”, często natomiast po prostu „baryton” (nie należy mylić z sakshornem barytonowym), jest jednym z największych i najniżej strojonych saksofonów.

## Dane techniczne
Saksofon barytonowy należy do grupy aerofonów stroikowych o pojedynczym stroiku. Instrument ten we współczesnych czasach buduje się w stroju Es (do lat 20. XX wieku budowane były także saksofony barytonowe w stroju F, przeznaczone do użytku w muzyce symfonicznej). Brzmi on zatem o oktawę i sekstę niżej od swojego zapisu nutowego oraz o oktawę niżej od saksofonu altowego. Pomimo niskiego brzmienia zapisuje się go zawsze w kluczu wiolinowym, aby zachować jedność zapisu z innymi rodzajami saksofonów.
Saksofon barytonowy jest instrumentem dużych rozmiarów. Jego wysokość wynosi średnio ok. 108 cm, natomiast masa ok. 6,5 kg. Jest zatem cięższy oraz większy od innych, wyżej strojonych rodzajów saksofonu. Rozmiary oraz waga czynią ten instrument użytecznym w orkiestrach marszowych oraz dętych właściwie tylko przy zastosowaniu przez grającego specjalnych szelek podtrzymujących instrument i rozkładających równomiernie jego ciężar (do mniejszych saksofonów wystarczy zastosowanie odpowiedniego paska, który podtrzymuje instrument wiszący na szyi grającego).
Aplikatura we wszystkich rodzajach saksofonów jest niemal taka sama. Saksofony barytonowe często są budowane z dodatkową klapą niskiego A (pozostałe rodzaje saksofonów budowane są w skali do niskiego B, i rzadko odstępuje się od tej zasady, tylko czasami w przypadku saksofonów altowych lub basowych), a spotyka się także instrumenty, których skala sięga do wysokiego G.Wymaga to dodatkowej klapki dźwiękowej.

## Historia
Został wynaleziony przez Adolfa Saxa w 1840 roku, i zbudowany jako pierwszy spośród całej rodziny saksofonów. Saksofon barytonowy odróżnia się od mniejszych rodzajów saksofonu przez dodatkowe zawinięcie kanału instrumentu w górnej jego części, blisko ustnika. Podobne, lecz większe zawinięcie ma saksofon basowy.

## Zastosowanie w muzyce symfonicznej
Saksofon barytonowy jest stosowany w muzyce symfonicznej (zwykle jako jeden z głosów kwartetu saksofonowego). Ma to jednak miejsce nieczęsto. Przykładami zastosowania tego instrumentu w muzyce symfonicznej mogą być: skomponowana w latach 1902-1903 Symfonia domestica Richarda Straussa, powstała w latach 1914-1916 muzyka do baletu Drewniany książę Béli Bartóka, Symfonia Nr 4 Charlesa Ivesa (komponowana w latach 1912-1918), czy Amerykanin w Paryżu (napisany w 1928 roku) oraz Błękitna rapsodia (skomponowana w roku 1924) George Gershwina.

## Zastosowanie w muzyce jazzowej
W muzyce jazzowej saksofon barytonowy jest instrumentem stosowanym. O ile niewielu saksofonistów klasycznych gra na tym instrumencie, o tyle w świecie jazzu jest wielu instrumentalistów używających saksofonu barytonowego. Pierwszym szerzej znanym saksofonistą jazzowym grającym na tym instrumencie był Harry Carney, który należał do big bandu prowadzonego przez Duke’a Ellingona.
Era Bebopu, to okres, w którym saksofon staje się eksponowanym instrumentem solowym. Tak też jest w przypadku saksofonu barytonowego. Od połowy lat 40. zaczyna swą działalność muzyczną Serge Chaloff. Następnie na początku lat 50. pojawiają się takie talenty muzyczne, jak Gerry Mulligan, czy Pepper Adams. Dwaj ostatni będą działać przez następne kilkadziesiąt lat stawiając fundament pod współczesną szkołę jazzowej gry na saksofonie barytonowym (Serge Chaloff zmarł przedwcześnie w 1956 roku).
Następne pokolenie saksofonistów barytonowych reprezentują takie nazwiska, jak choćby James Carter, Nick Brignola, Gary Smulyan, Ronnie Cuber, John Surman, Howard Johnson. Reprezentują oni różne kierunki jazzu współczesnego.